# Belén, Iquitos
Belén, eller Distrito de Belén, är ett av Iquitos fyra stadsområden (distrikt), och ett av tretton distrikt i Maynasprovinsen i Loreto. Distriktet har mer än 60 804 invånare. Det är det fattigaste distriktet i staden, med många familjer som lever i extrem fattigdom, och med en stor procentuell andel utan tillräcklig el- och dricksvattenförsörjning.
Distriktet har en omfattande turism. Belén är känt som Latinamerikas Venedig för sin unika stadsutformning. Ett av dess mest kända turistmål är stadsdelen Belén, med utbredd bebyggelse av hyddor på pålar i flodområdet.

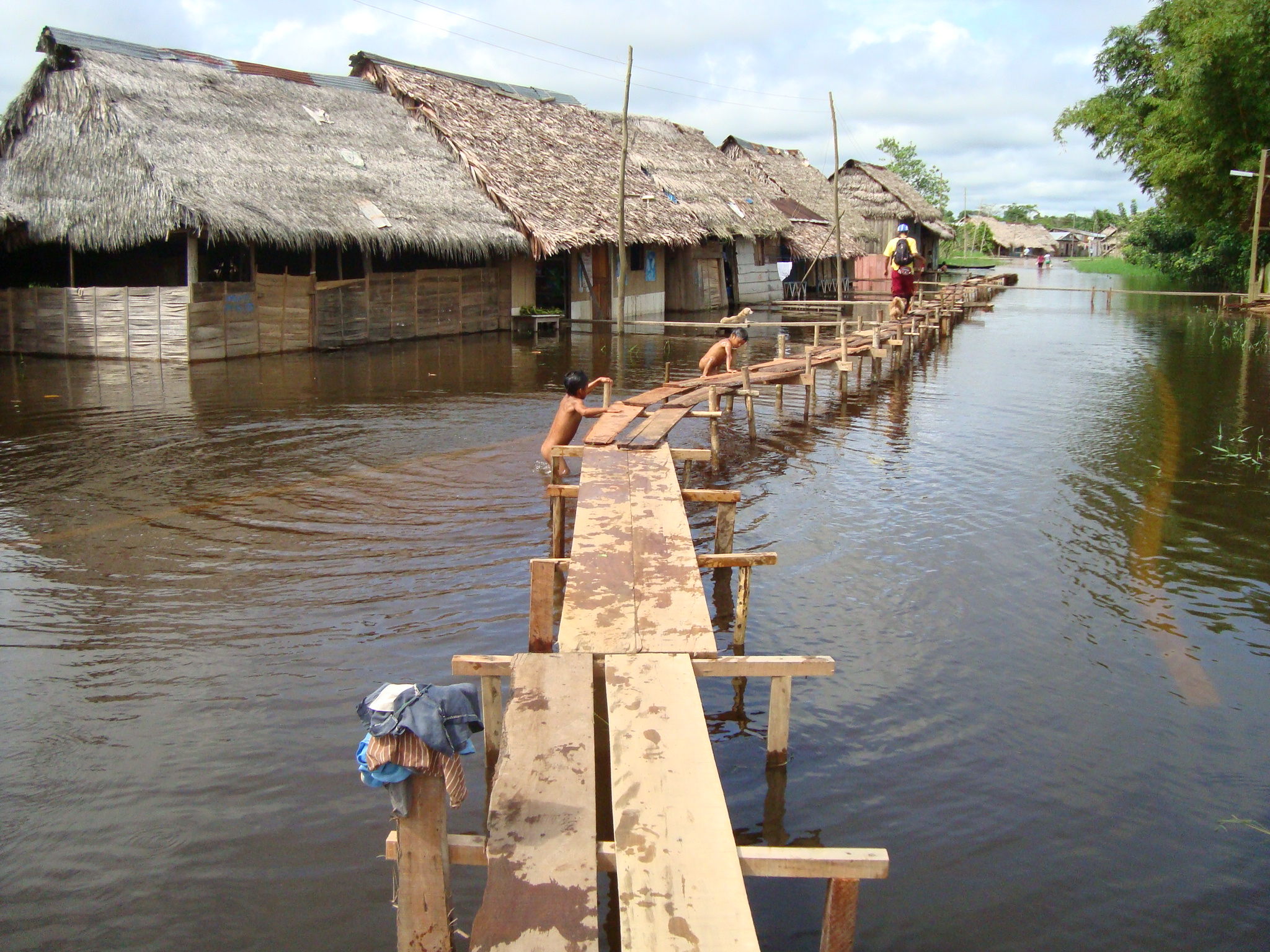
Spänger i område under vatten, Belén Bajo, i Barrio de Belén.

### Webb
- ”Historia del Distrito de Belén”. Municipalidad Distrital de Belén. Arkiverad från originalet den 26 april 2014. https://web.archive.org/web/20140426235958/http://www.munibelen.gob.pe/munibelen/index.php/historia. Läst 25 april 2014.